# Lene R. Jensen
Lene Revsbeck Jensen (født 17. marts 1976) er en dansk forhenværende fodboldspiller, angriber, der senest spillede for Brøndby IF og er blandt top-ti på listen over mest spillende og mest scorende spillere for Danmarks kvindefodboldlandshold, hun spillede 109 kampe for A-landsholdet og scorede 30 mål.

## Karriere

### Klub
Hun spillede for Brøndby IF, Silkeborg IF, Skovbaken IK og HEI. Mellem 2006 og 2011 scorede Jensen 52 mål i 156 kampe på tværs af alle turneringer for Brøndby, hvilket placerede hende på en tiendeplads på klubbens liste over spillere med flest kampe gennem alle tider.

### International
Lene R. Jensen fik sin debut på landsholdet i september 1996, da hun blev skiftet ind i en 7–1 EM-kvalifikations play–off sejr over Portugal. Hun fortsatte med at blive udtaget til landsholdet det næste årti, hvor hun deltog i VM i fodbold for kvinder 1999 og i EM i fodbold for kvinder i 2001 og 2005.
I juni 2008 blev Jensen igen indkaldt til Danmarks trup efter en to-årig pause til en EM i fodbold for kvinder 2009 kvalifikationskamp mod Ukraine.